# Нарада-паривраджака-упанишада
«Нарада-паривраджака-упанишада» (санскр. nāradaparivrājaka upaniṣad — «упанишада странника Нарады») — одна из упанишад «Атхарва-веды», входящая в канон 108-ми упанишад «Муктика» под номером 43. Относится к упанишадам санньясы. Написана в прозе. Упанишада на русский не переведена, но имеются переводы на английский.

## Содержание
Упанишада состоит из девяти весьма объёмных наставлений-упадеш (upadeśa), которые даёт, за исключением первого наставления, бог Брахма, отец аскета-санньясина Нарады.

### Первое наставление
Первое наставление начинается с того, что странствующий подвижник (санньясин) Нарада, сын Брахмы, повествует собранию риши (мудрецов) о средствах к освобождению. Освобождению способствует образ жизни санньясина; однако санньясином может стать только тот, кто достойно прожил предыдущие три ашрамы: сначала достойный молодой человек из хорошей семьи должен, изучив Веды согласно своей традиции, постичь все необходимые науки, пребывая на стадии ученичества (брахмачарьи) 12 лет и исполняя соответствующие предписания; затем следуют 25 лет жизни домохозяина (грихастха) и 25 лет лесного отшельничества (ванапрастха). Только после этого наступает последняя ашрама — санньяса: незлобивый, успокоенный и смиренный санньясин должен, освободившись от желаний и действий тела, речи и ума, «покинуть тело благодаря созерцанию собственной сущности», то есть Атмана — так он становится освобождённым.

### Второе наставление
Начиная со следующего, второго наставления «Нарада-паривраджака-упанишады» и до самого конца упанишады, собрание риши и Нараду поучает сам Брахма, отец Нарады, созерцающий Брахмана. Сначала Брахма более подробно описывает первые три ашрамы, которые служат приуготовлением к санньясе. В конце говорится о том, кто готов к переходу в ашраму санньясы: такой человек «искушён в сорока санскарах», «равнодушен ко всему», «сжёг желание, жадность, зависть и эгоизм (аханкара)» и «владеет четырьмя средствами достижения [освобождения]» (sādhanacatuṣṭaya).

### Третье наставление
В третьем наставлении Брахма перечисляет тех, кто не годен к санньясе даже при достижении отрешённости (вайрагья) — это евнух, внекастовый, покалеченный, бабник, глухой, ребёнок, немой, еретик, носящий диск, носящий лингам, вайкханаса и носящий знамя Хары (Шивы), берущий деньги за преподавание, лысый, не разводивший [священного] огня. Если даже кому-то из них удалось стать санньясином, то ему нельзя передавать махавакьи. Достоин же стать санньясином «возвышенный душой» (парамахамса), который не боится других и которого не боятся. Однако говорится, что даже вышеперечисленные категории людей, недостойные санньясы, могут всё же практиковать так называемую санньясу атура (ātura) — то есть санньясу, предпринимаемую тогда, когда близко время выхода жизненных сил (то есть при смерти). Переход в санньясу совершается с помощью некоего обряда, обязательно сопровождаемого мантрами. Так, говорится, что при уходе в санньясу нужно совершить подношение Праджапати (prājāpatya) в воду. Обязательным условием ухода в санньясу служит отрешённость (вайрагья). При неисполнении этих условий сулится ад (нарака). Говорится, что брахман может уйти в санньясу, даже не женясь, то есть сразу после первой ашрамы, если он себя контролирует и преисполнен отрешённости. Переход в санньясу — переход от действия и ритуала к джняне. Пребывая в санньясе и питаясь подаяниями, аскет должен понимать, что он «недвойственный и нерушимый Брахман», «по-другому называемый Васудэвой». Санньясин — тот, «кому присущи спокойствие (śānti), владение собой (śama), чистота (śauca), правдивость (satya), удовлетворённость (saṁtoṣa), прямота (ārjava), бедность (akiṁcana), честность (adambha)». Санньясин не должен причинять вред живым существам. Далее перечисляются ещё некоторые требования к санньясину в подобном духе, а также более формальные требования — в частности, подробно описываются требования к его одеянию. Многие требования зачастую повторяются и переформулируются, и главное в них — отречение и равнодушие ко всем явлениям. Например, важно не испытывать ни малейшей привязанности к телу, и потому тело описывается в буддийском духе — как состоящее из нечистот. Запрещается объединяться в группы с другими аскетами. Неисполнение требований зачастую, как утверждается, ведёт к перерождению в разных видах адов. Что касается йогических предписаний, то говорится о необходимости постоянного созерцания Брахмана. Также говорится о том, что для утвердившихся в знании Брахмана и не знающих более никаких двойственных различий (таких как между «мантрой и не-мантрой, медитацией и почитанием [божеств], целью и не-целью» и т. д.), возможно странствовать вообще без одежды и вести себя, «словно мальчишка, безумец [или] привидение, [будучи при этом всё же] не безумным».

### Четвёртое наставление
В четвёртом наставлении продолжается подробнейшее изложение правил санньясы. В частности, даются правила странствия — например, аскету нельзя долго задерживать в определённых местах. Для аскета очень важно разотождествиться с разными социальными аспектами жизни — он должен забыть своё социальное положение, свою родню, свою учёность… Также описывается множество обрядов и ритуалистических подробностей, предшествующих вступлению в санньясу.

### Пятое наставление
В пятом наставлении данной упанишады Брахма преподаёт различие четырёх видов санньяс. Это вайрагья-, джняна, джнянавайрагья- и карма-санньяса. Вайрагья-санньяса происходит от отвращения к явлениям мира. Джняна-санньяса происходит от книжного знания. Джнянавайрагья-санняса происходит как от знания, так и от отвращения. Карма-санньясином же становятся просто потому, что так положено, потому что такова четвёртая ашрама. Также говорится, что вайрагья-санньясин это тот, кто вступает в санньясу сразу после брахмачарьи. Далее даётся ещё одна четверичная классификация санньясинов: видват-, джняна-, вивидиша и карма-санньясин. Карма-санньяса делится, в свою очередь, на два вида: нимитта («по случаю») и анимитта («не по случаю»). Нимитта-санньяса предпринимается по случаю болезни или смерти; это — атура-санньяса (см. выше). Анимитта-санньяса же предпринимается по убеждению в том, что всё преходяще, кроме Брахмана. Следующие шесть видов санньясы — кутичака (kuṭīcaka — "остающийся дома), бахудака (bahūdaka — побирающийся в местах омовения), хамса, парамахамса («высший хамса»), турийятита («превзошедший состояние турьи») и авадхута. Если кутичака и бахудака мало отличаются своим образом жизни от мирян, то турйиятита и авадхута следуют действительно строгой аскезе — так, турийятита не имеет даже одежды, а авадхута достиг слияния с высшим началом. Хамса же и парамахамса — сравнительно умеренные аскеты. Говорится, что шесть видов этих санньясинов добывают соответствующие миры после смерти (начиная с бхур-локи), а турийятита и авадхута достигают высшего начала.

### Шестое наставление
В шестом наставлении Брахма говорит о созерцании. Санньясин должен жить с пониманием, что он есть Брахман. Он должен, «достигнув состояния турьи [в состояниях] бодрствования, сновидения и глубокого сна, войти в [состояние], превосходящее турью». Перечисляются 14 органов (karaṇa): глаза, уши, язык, нос, речь, руки, ноги, анус, половой член, кожа, «зависящий от этих [органов] воспринимающий объекты интеллект (буддхи)», «интеллект (буддхи), [которым] понимают», мышление (читта) и чувство Я (аханкара). И от всего этого следует отрешиться. Также описываются склонности души (дживы), когда она находятся в разных частях, или «лепестках» — видимо, подразумевается «лотос» сердца. Например, находясь в южной части лотоса, душа склонна к жестоким деяниям, в восточной — к добрым, находясь же в «тычинках» — к созерцанию Атмана. Говорится, что во всех обличиях («грубом, тонком и причинном» — стхула, сукшма и карана) пребывает «один свидетель», то есть, видимо, Атман, не вовлекающийся в деятельность.

### Седьмое наставление
В седьмом наставлении говорится о том, что санньясину, пребывающему в отрешённости, не следует внешним образом поклоняться богам. Ему следует пребывать в медитации на «брахма-пранаву», то есть на слог священный слог ОМ. Далее даются разные предписания для разных видов аскетов.

### Восьмое наставление
В восьмом наставлении Брахма говорит о том средстве, что помогает переправиться через океан сансары, то есть о пранаве (слог ОМ). Пранава, что характерно для веданты, приобретает в этой главе метафизическое значение огромной важности. Говорится, что пранава — это «основа вселенной», это «нерушимый в трёх временах (прошлом, настоящем и будущем) Атман». С помощью этого слога ОМ достигается Брахман. Пранава, а также Брахман в этом наставлении подробным образом описываются в духе основных упанишад.

### Девятое наставление
В последнем, девятом наставлении «Нарада-паривраджака-упанишады», излагается учение о высшем начале, о Брахмане. Говорится о том, что считающие Брахмана отдельным от себя — животные (пашу). Даётся известное ещё из «Шветашватара-упанишады» (I.4-6) сравнение Брахмана с колесом и с рекой. В данной системе воззрений также представлены дживатман, Ишвара и майя. Также в данном наставлении представлена характеристика Атмана в духе основных упанишад. В самом конце упанишады говорится, что постигший Брахмана достигает «обители Вишну», и «больше не возвращается» .